# أنيتا ليندا
أنيتا ليندا هي ممثلة فلبينية، ولدت في 23 نوفمبر 1924 بباساي في الفلبين. من الجوائز التي نالتها جائزة فاماس ‏ وجائزة غواد أوريان ‏.

## جوائز
- جائزة فاماس [الإنجليزية]‏
- جائزة غواد أوريان [الإنجليزية]‏

## وصلات خارجية
- أنيتا ليندا على موقع IMDb (الإنجليزية)
- أنيتا ليندا على موقع ألو سيني (الفرنسية)
- أنيتا ليندا على موقع أول موفي (الإنجليزية)
- أنيتا ليندا على موقع قاعدة بيانات الفيلم (الإنجليزية)
- أنيتا ليندا على موقع كينوبويسك (الروسية)